# استيفاء الدرج
في معالجة الصور، استيفاء الدرج (بالانجليزية: Stairstep interpolation)، هو طريقة عامة لاستيفاء البكسلات بعد تكبير الصورة. الفكرة الرئيسية هي الاستيفاء عدة مرات بزيادات صغيرة باستعمال أي خوارزمية استيفاء أفضلَ من استيفاء الجار الأقرب، مثل استيفاء خطي ثنائي واستيفاء ثنائي التكعيب. أحد السيناريوهات الشائعة هو استيفاء الصورة باستخدام استيفاء ثنائي التكعيب الذي يزيد حجم الصورة بنسبة لا تزيد عن 10٪ (110٪ من الحجم الأصلي) في كل مرة حتى يتم الوصول إلى الحجم المطلوب.
تم نشر هذا الأسلوب بشكل جزئي بواسطة المطور Fred Miranda، الذي قام بإنشاء عدة إضافات لفوتوشوب تضمنت هذه التقنية.

## مثال

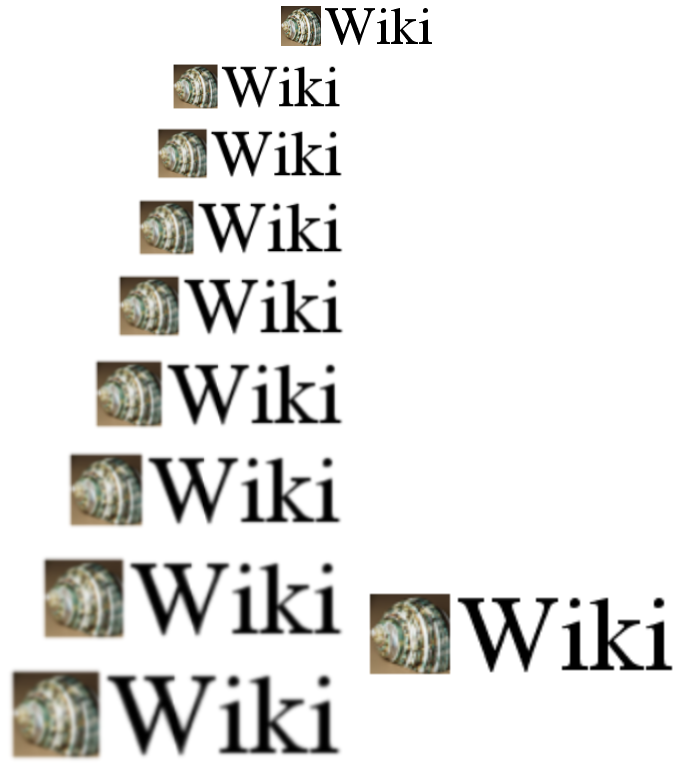
مقارنة تكبير صورة بين استيفاء الدرج و استيفاء خطي ثنائي مباشر، باستعمال خطوات متعددة بنسبة 10٪ مقابل خطوة واحدة بنسبة 100٪.

## أنظر أيضا
- استيفاء
- استيفاء خطي
- استيفاء خطي ثنائي
- استيفاء الجار الطبيعي
- تحجيم الصورة
- تنعيم
- سطح بيزييه
- منحنى هيرميت التكعيبي ، تناظر أحادي البعد لشريحة ثنائية التكعيب
- تحجيم لانسوش
- مُرشِّح سينك
- استيفاء شريحة

## روابط خارجية
- إضافة لفوتوشوب لتكبير الصور باستعمال استيفاء الدرج